# Ixora nimbana
Ixora nimbana är en måreväxtart som beskrevs av Raymond Albert Alfred Schnell. Ixora nimbana ingår i släktet Ixora och familjen måreväxter. Inga underarter finns listade i Catalogue of Life.